# Hřebečovský hřbet
Hřebečovský hřbet (též Hřebečský hřbet, německy Schönhengster Rücken) je geomorfologický okrsek ve východní části Českotřebovské vrchoviny, ležící v okresech Ústí nad Orlicí a Svitavy v Pardubickém kraji a v okrese Blansko v Jihomoravském kraji.

## Základní údaje

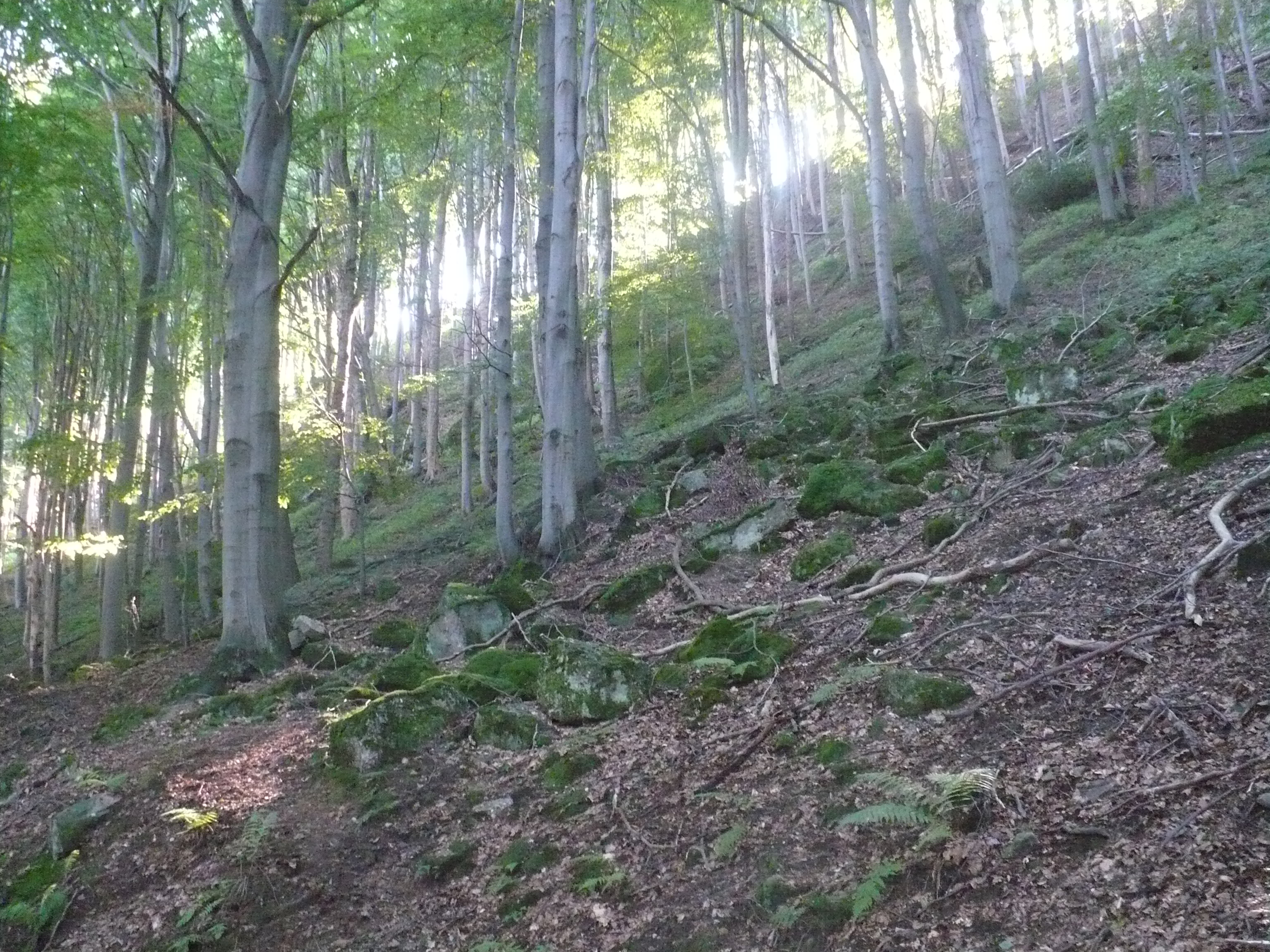
Prudký svah kuesty v PR Třebovské stěny

Hřbet, dlouhý asi 55 km (nejvýraznější část 25 km) a široký max. asi 6 km, se táhne ze severu na jih a je v příčném profilu výrazně asymetrický – na západě pozvolný a na východě příkrý, celkově se dá charakterizovat jako jedna dlouhá tzv. kuesta. Hřbet je označován za dokonalou, tedy nejlepší, ukázku kuesty na území České republiky. Výška hřbetu je skoro v celé jeho délce kolem 600 m n. m.

## Poloha a sídla
Hřbet tvoří pomyslnou osu sídelní oblasti Hřebečsko. Území jeho okrsku se nachází zhruba mezi sídly Potštejn (na severu), Ústí nad Orlicí (na severozápadě), Česká Třebová (na západě), Svitavy (na jihozápadě), Letovice (na jihu), Damníkov (na východě) a Žampach (na severovýchodě). Uvnitř okrsku leží z větších sídel obec Koclířov, částečně obce Třebovice a České Libchavy.

## Charakter území
Je to plochá vrchovina v povodí Tiché Orlice, Třebovky, Svitavy a na rozvodí Třebovky a Svitavy (na západě) a Moravské Sázavy a Třebůvky (na východě). Leží na slínovcích, spongilitech, jílovcích, prachovcích a pískovcích spodního a středního turonu, s horninami letovického krystalinika. Je zde silně rozčleněný
erozně denudační povrch v oblasti asymetrické litické antiklinály s pásmem nejvyšších elevací na SV–V, charakterizovaný řadou kuest (s čely na SV–V). Je proťatý hluboce zaříznutými antecedentními údolími Libchavského potoka, Tiché Orlice a sedlem Třebovická brána. Hřbet je převážně zalesněný smrkem, místy s příměsí jedle, ojediněle jsou bukové porosty. Jsou zde chráněná území PR Třebovské stěny, PR Rohová, PP Pod Skálou, PP Babolský háj.

## Geomorfologické členění
Okrsek Hřebečovský hřbet (dle značení Jaromíra Demka VIC–3A–1) geomorfologicky náleží do celku Svitavská pahorkatina a podcelku Českotřebovská vrchovina.
Podle alternativního členění Balatky a Kalvody se Hřebečovský hřbet dále člení na podokrsky (směrem ze severu na jih): Hlavenský hřbet, Lanšperský hřbet, Třebovická brána, Koclířovský hřbet a Hynčinský hřbet.
Hřbet sousedí s dalším okrskem Svitavské pahorkatiny, Ústeckou brázdou na západě, a s celky Podorlická pahorkatina na východě a Boskovická brázda na jihu.

## Významné vrcholy

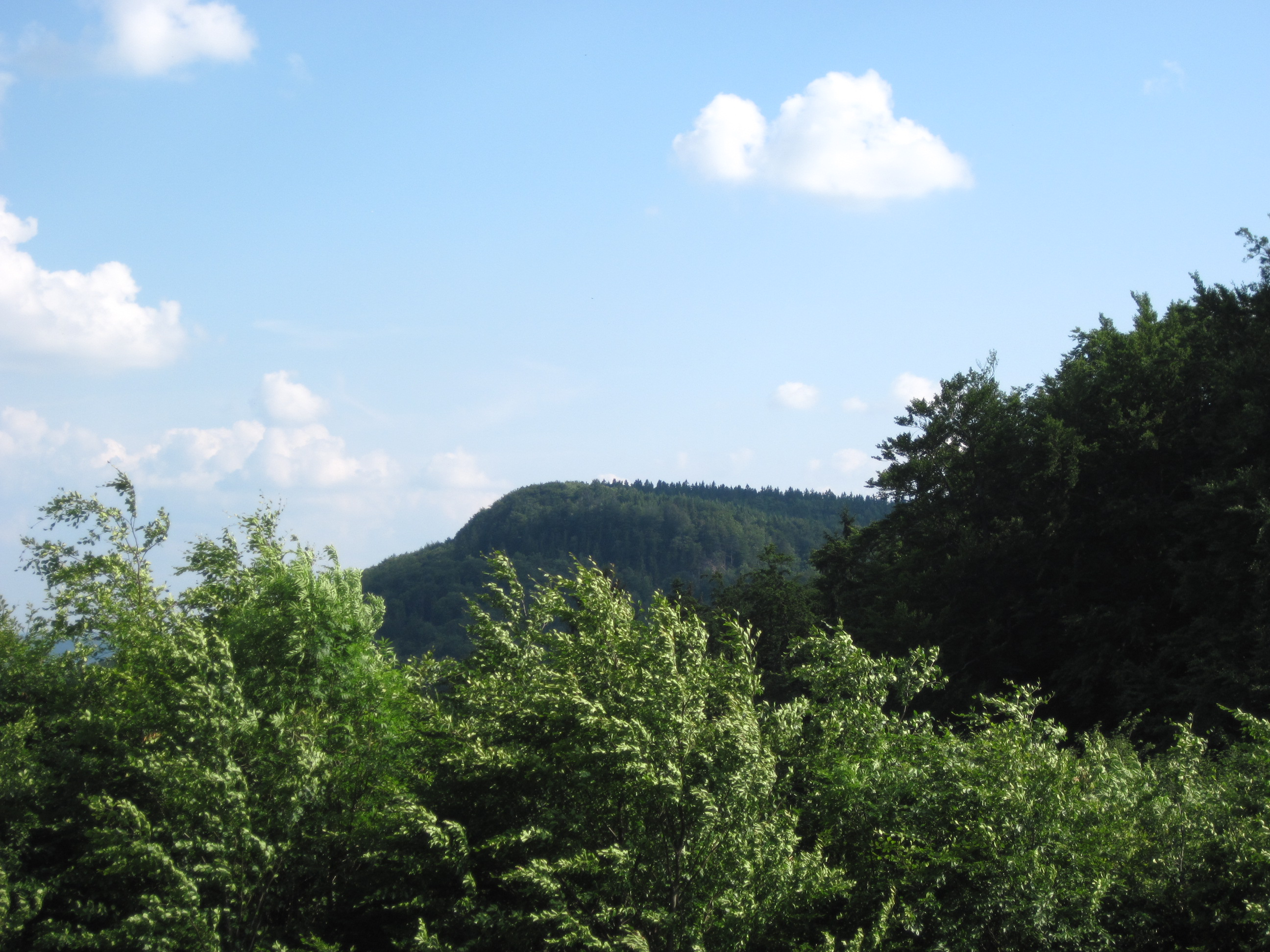
Vrch Roh

Nejvyšším bodem Hřebečovského hřbetu je Roh (661 m n. m.).

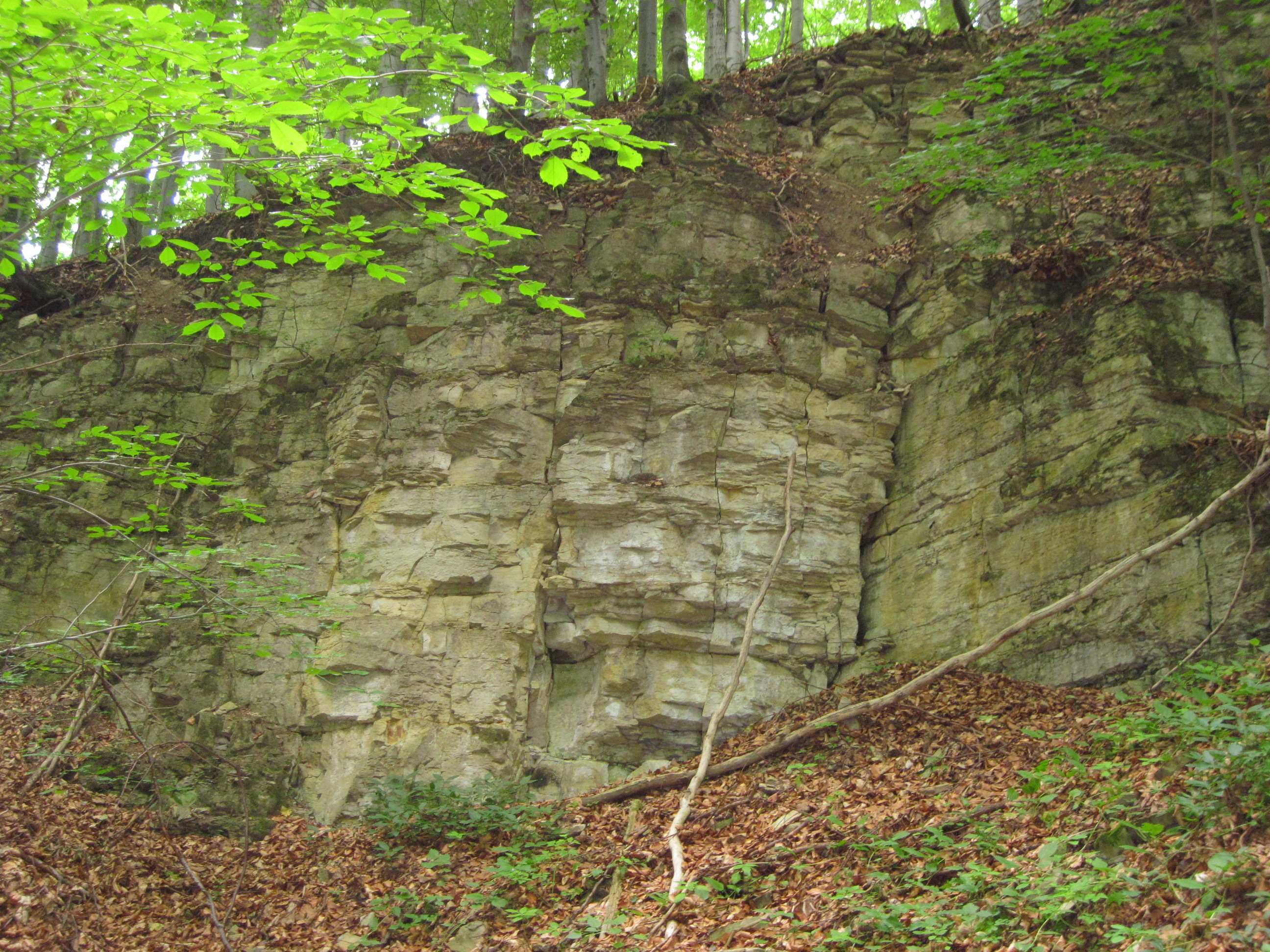
Skalní terasy v PR Rohová

| název vrcholu        | výška (m n. m.) | podřazená jednotka |
| -------------------- | --------------- | ------------------ |
| Roh                  | 661             | Koclířovský hřbet  |
| Mladějovský vrch     | 648             | Koclířovský hřbet  |
| Mirand               | 640             | Koclířovský hřbet  |
| Hřebcov              | 636             | Koclířovský hřbet  |
| Hřebečov             | 623             | Koclířovský hřbet  |
| Chvalka              | 620             | Hynčinský hřbet    |
| Palice               | 613             | Lanšperský hřbet   |
| Červená hora         | 607             | Koclířovský hřbet  |
| Vlkov                | 599             | Hynčinský hřbet    |
| Mladějovské hradisko | 592             | Koclířovský hřbet  |
| Velká pláň           | 571             | Koclířovský hřbet  |
| Lanšperk             | 458             | Lanšperský hřbet   |
| Třebovická hora      | 450             | Lanšperský hřbet   |

## Využití
Od roku 1770 se v Hřebečovském hřbetu těžilo uhlí (mělo ale horší kvalitu než černé uhlí na Ostravsku). V 19. století se zde začal získávat lupek na výrobu dlaždic, keramiky a šamotu. Ještě v roce 1945 zde bylo v provozu 104 pecí zpracovávající vytěžený jíl. Poslední šachta byla z ekonomických důvodů uzavřena 1991.
Po uzavření dolů je Hřebečovský hřbet turistickým cílem. Mladějovská úzkorozchodná dráha je provozována jako muzeum, v zimě jsou zde běžkařské tratě. Na části území byla vyhlášena přírodní rezervace Rohová. V roce 2010 byla otevřena naučná stezka Hřebečské důlní cesty.
Hřbet je v severní části překonáván dvěma tunely: V třebovickém sedle je to železniční tunel (starý od roku 1845, nový na 3. koridoru od roku 2006) a o něco jižněji silničním tunelem na trase E442 Hradec Králové – Olomouc u osady Hřebeč.
Necelý kilometr jižně od západního portálu silničního tunelu stojí televizní vysílač Kamenná Horka.
Pod Mladějovským vrchem by měl v budoucnu vést dálniční tunel na plánované D35.